# Denise Karbon
Denise Karbon (* 16. August 1980 in Brixen) ist eine ehemalige italienische Skirennläuferin. Die Südtirolerin wurde in ihrer Spezialdisziplin Riesenslalom Juniorenweltmeisterin und gewann zwei WM-Medaillen, sechs Weltcuprennen sowie einmal die Weltcup-Disziplinenwertung.

## Biografie
Karbon wuchs in Kastelruth auf. Sie absolvierte die Handelsoberschule Bozen und ist seither als Mitglied der Sportgruppe der Finanzwache in Predazzo tätig. Ihr Vater arbeitete zeitweise als Skitrainer und ihre beiden Brüder Martin (Mitglied der Carabinieri-Sportgruppe und des italienischen C-Kaders) und Pirmin (Nachwuchsathlet des TZ Schlern) widmeten sich ebenfalls dem Skisport.
Im Alter von drei Jahren begann Karbon mit dem Skifahren am heimischen Gunserlift. 1987 bestritt sie ihr erstes VSS-Skirennen mit dem SC Kastelruth unter der Leitung von Birgit Senoner. Als 11-Jährige fuhr sie bereits ein Grand-Prix-Rennen unter dem Trainer Peter Thomaseth. 1993 siegte sie beim Trofeo Topolino. Mit 14 Jahren wechselte sie 1994 vom SC Kastelruth zum TZ Schlern. Neuer Trainer war nun ihr Vater Arnold. Sie wurde als Talent erkannt und fand Aufnahme in den Südtiroler Landeskader unter Trainer Ernst Pfeifhofer. Schließlich erfolgte 1997 der Eintritt in die italienische C-Nationalmannschaft. Im selben Jahr gewann sie bei den Europäischen Olympischen Winter-Jugendtagen in Sundsvall die Goldmedaille im Parallelslalom. 1998 stieg Karbon in den B-Kader auf und im darauf folgenden Jahr in die Weltcup-Mannschaft. Die ersten Weltcup-Einsätze 1998 in Bormio im Riesenslalom endeten mit den Plätzen 42 und 53.
Den ersten großen Erfolg verzeichnete Karbon mit 19 Jahren bei den Juniorenweltmeisterschaften 1999 in Pra-Loup (Frankreich) mit dem Gewinn der Riesenslalom-Goldmedaille, was gleichzeitig die Qualifikation für das Weltcup-Finale in der Sierra Nevada (Spanien) bedeutete. Ein 7. Platz in Cortina d’Ampezzo und am 28. Dezember 2002 der erste Podiumsplatz im Weltcup (3. Platz im Riesenslalom am Semmering in Österreich) versprachen eine größere Karriere. Am 13. Dezember 2003 konnte sie dann beim Riesenslalom auf der Gran Risa in Alta Badia den ersten Weltcupsieg feiern. Zuvor war sie am 13. Februar 2003 bei den Weltmeisterschaften in St. Moritz Vizeweltmeisterin im Riesenslalom geworden.
Karbons Karriere ist durch wiederholtes Verletzungspech geprägt. Kaum einmal konnte sie sich verletzungsfrei auf eine Weltcupsaison vorbereiten. Gleichwohl gelang es ihr immer wieder, sich nach sechs schweren Knieverletzungen an die Weltcupspitze zurückzuarbeiten. Bei den Weltmeisterschaften 2007 in Åre konnte sie, wieder an einem 13. Februar, die Bronzemedaille in ihrer Spezialdisziplin erringen, wobei sie sich noch von Rang 12 verbesserte. Doch erneut konnte sie ihre Topform nicht lange ausnutzen. Am 1. März 2007 verletzte sie sich wieder, als sie sich im Slalomtraining im Fassatal einen Wadenbeinbruch zuzog und die Saison vorzeitig beenden musste. Im Oktober 2007 feierte sie mit einem Sieg beim Weltcup-Auftakt in Sölden ein erfolgreiches Comeback. Auch die drei folgenden Riesenslaloms konnte sie für sich entscheiden. Nach fünf Saisonsiegen stand Karbon vorzeitig als Siegerin des Riesenslalomweltcups fest.
Bei den Weltmeisterschaften 2009 in Val-d’Isère verpasste Karbon zweimal knapp eine Medaille: Sowohl im Riesenslalom als auch im Slalom wurde sie Vierte, wobei der Rückstand im Slalom nur eine Hundertstelsekunde auf die Drittplatzierte betrug. Ende November 2009 erlitt sie im Riesenslalom von Aspen eine Meniskusverletzung. Nach einer Operation musste sie vier Wochen pausieren. Bei den Olympischen Winterspielen 2010 in Vancouver wurde sie 18. im Slalom und 23. im Riesenslalom. Anfang November 2010 verletzte sich Karbon erneut am Meniskus, worauf sie wieder eine mehrwöchige Rennpause einlegen musste. Den Riesenslalom der Weltmeisterschaften 2011 in Garmisch-Partenkirchen beendete sie an vierter Position.
Im Weltcup erreichte Karbon nach ihrer Erfolgsserie in der Saison 2007/08 keine weiteren Siege, aber mehrere Podestplätze. In den Saisons 2011/12 und 2012/13 fuhr sie sporadisch unter die besten zehn. Beim Weltcupfinale 2013 auf der Lenzerheide fädelte sie im zweiten Durchgang des Riesenslaloms (dem letzten Rennen der Saison) an einem Tor ein und brach sich das Sprunggelenk. Trotz dieser Verletzung hängte sie noch eine Saison an. Ihr letztes Weltcuprennen bestritt sie am 16. März 2014, ebenfalls auf der Lenzerheide.
Karbon ist die Cousine von Peter Fill, der ebenfalls Skirennläufer war und die Nichte von Norbert Rier, dem Sänger der Kastelruther Spatzen.

## Erfolge

### Olympische Spiele
- Salt Lake City 2002: 14. Riesenslalom
- Vancouver 2010: 18. Slalom, 23. Riesenslalom

### Weltmeisterschaften
- St. Moritz 2003: 2. Riesenslalom, 27. Slalom
- Åre 2007: 3. Riesenslalom
- Val-d’Isère 2009: 4. Riesenslalom, 4. Slalom
- Garmisch-Partenkirchen 2011: 4. Riesenslalom

### Weltcupwertungen
Denise Karbon gewann einmal die Disziplinenwertung im Riesenslalom.
| 1999/00 | 41.                                 | 226                                 | 18.                                 | 153                                 | 27.                                 | 73                                  |                                     |                                     |                                     |                                     |                                     |                                     |                                     |                                     |
| 2000/01 | 48.                                 | 134                                 | 24.                                 | 80                                  | 27.                                 | 54                                  |                                     |                                     |                                     |                                     |                                     |                                     |                                     |                                     |
| 2001/02 | 80.                                 | 62                                  | 31.                                 | 49                                  | 42.                                 | 13                                  |                                     |                                     |                                     |                                     |                                     |                                     |                                     |                                     |
| 2002/03 | 26.                                 | 299                                 | 6.                                  | 293                                 | 50.                                 | 6                                   |                                     |                                     |                                     |                                     |                                     |                                     |                                     |                                     |
| 2003/04 | 23.                                 | 343                                 | 2.                                  | 343                                 | –                                   | –                                   |                                     |                                     |                                     |                                     |                                     |                                     |                                     |                                     |
| 2004/05 | verletzungsbedingt keine Ergebnisse | verletzungsbedingt keine Ergebnisse | verletzungsbedingt keine Ergebnisse | verletzungsbedingt keine Ergebnisse | verletzungsbedingt keine Ergebnisse | verletzungsbedingt keine Ergebnisse | verletzungsbedingt keine Ergebnisse | verletzungsbedingt keine Ergebnisse | verletzungsbedingt keine Ergebnisse | verletzungsbedingt keine Ergebnisse | verletzungsbedingt keine Ergebnisse | verletzungsbedingt keine Ergebnisse | verletzungsbedingt keine Ergebnisse | verletzungsbedingt keine Ergebnisse |
| 2005/06 | 85.                                 | 36                                  | 33.                                 | 36                                  | –                                   | –                                   |                                     |                                     |                                     |                                     |                                     |                                     |                                     |                                     |
| 2006/07 | 53.                                 | 131                                 | 15.                                 | 131                                 | –                                   | –                                   |                                     |                                     |                                     |                                     |                                     |                                     |                                     |                                     |
| 2007/08 | 10.                                 | 651                                 | 1.                                  | 592                                 | 29.                                 | 59                                  |                                     |                                     |                                     |                                     |                                     |                                     |                                     |                                     |
| 2008/09 | 18.                                 | 357                                 | 6.                                  | 282                                 | 24.                                 | 75                                  |                                     |                                     |                                     |                                     |                                     |                                     |                                     |                                     |
| 2009/10 | 32.                                 | 202                                 | 9.                                  | 182                                 | 44.                                 | 20                                  |                                     |                                     |                                     |                                     |                                     |                                     |                                     |                                     |
| 2010/11 | 57.                                 | 109                                 | 15.                                 | 109                                 | –                                   | –                                   |                                     |                                     |                                     |                                     |                                     |                                     |                                     |                                     |
| 2011/12 | 53.                                 | 136                                 | 14.                                 | 136                                 | –                                   | –                                   |                                     |                                     |                                     |                                     |                                     |                                     |                                     |                                     |
| 2012/13 | 60.                                 | 109                                 | 21.                                 | 109                                 | –                                   | –                                   |                                     |                                     |                                     |                                     |                                     |                                     |                                     |                                     |
| 2013/14 | 63.                                 | 83                                  | 21.                                 | 83                                  | –                                   | –                                   |                                     |                                     |                                     |                                     |                                     |                                     |                                     |                                     |

### Weltcupsiege
Karbon errang 16 Podestplätze in Einzelrennen, davon 6 Siege:
| Datum             | Ort             | Land        | Disziplin    |
| ----------------- | --------------- | ----------- | ------------ |
| 13. Dezember 2003 | Alta Badia      | Italien     | Riesenslalom |
| 27. Oktober 2007  | Sölden          | Österreich  | Riesenslalom |
| 24. November 2007 | Panorama        | Kanada      | Riesenslalom |
| 28. Dezember 2007 | Lienz           | Österreich  | Riesenslalom |
| 5. Januar 2008    | Špindlerův Mlýn | Tschechien  | Riesenslalom |
| 26. Januar 2008   | Ofterschwang    | Deutschland | Riesenslalom |

Hinzu kommen 2 Podestplätze bei Mannschaftswettbewerben.

### Juniorenweltmeisterschaften
- Megève 1998: 9. Riesenslalom
- Pra-Loup 1999: 1. Riesenslalom, 7. Slalom
- Québec 2000: 4. Slalom, 36. Super-G

### Weitere Erfolge
- 4 italienische Meistertitel (Riesenslalom 2000, 2008 und 2012; Slalom 2002)
- Goldmedaille im Riesenslalom bei den Winter-Militärweltspielen 2010
- Militär- und Polizeiweltmeisterin im Riesenslalom 2002, Silber 2003 und 2004
- 5 Podestplätze im Europacup
- 10 Siege in FIS-Rennen (8 × Riesenslalom, 2 × Slalom)